# Ifjú lázadók
Ifjú lázadók (eredeti cím: Rang De Basanti; Hindi: रंग दे बसंती, Urdu: رنگ دے بسنتى) 2006-ban bemutatott india film Rakeysh Omprakash Mehra rendezésében. Főszereplők Ámir Hán, Soha Ali Khan, Madhavan, Kunal Kapoor, Siddharth, Sharman Joshi, Atul Kulkarni, Alice Patten, Waheeda Rehman, Om Puri, Kiron Kher és Anupam Kher. A film zenéjét A. R. Rahman írta.

## Szereplők
- Ámir Hán … Daljit Singh (DJ)
- Soha Ali Khan … Sonia
- Madhavan … Ajay Singh Rathod
- Siddharth … Karan Singhania
- Alice Patten … Sue McKinley
- Kunal Kapoor … Aslam
- Atul Kulkarni … Laxman Pandey
- Sharman Joshi … Sukhi
- Kiron Kher … Mitro Singh
- Anupam Kher … Rajnath Singhania
- Om Puri	 …. 	Amanullah Khan
- Mohan Agashe … Defence Minister
- Waheeda Rehman … Rehana Rathod
- Cyrus Sahukar … Rahul

## Zene
Zenéjét szerezte A. R. Rahman.
- Rang De Basanti – Daler Mehndi Chitra
- Ek Onkar – Harshdeep Kaur
- Khalbali – A. R. Rahman, Mohamed Aslam Nacim
- Khoon Chala – Mohit Chauhan
- Lalkaar – Ámir Hán
- Luka Chuppi – Lata Mangeshkar A. R. Rahman
- Pathshaala (Part 1) – Naresh Iyer Mohamed Aslam
- Pathshaala (Part 2: Be a rebel) – Blaze, Naresh Iyer Mohamed Aslam
- Rubaroo – A. R. Rahman Naresh Iyer
- Tu Bin Bataye – Naresh Iyer Madhushree